# Oreomeloe spinulus
Oreomeloe spinulus es una especie de coleóptero de la familia Meloidae.

## Distribución geográfica
Habita en el Tíbet (China).